# Nighoj
Nighoj är en ort i Indien.   Den ligger i distriktet Ahmadnagar och delstaten Maharashtra, i den centrala delen av landet, 1 100 km söder om huvudstaden New Delhi. Nighoj ligger 606 meter över havet och antalet invånare är 13 600.
Terrängen runt Nighoj är platt. Runt Nighoj är det ganska tätbefolkat, med 139 invånare per kvadratkilometer. Närmaste större samhälle är Sirūr, 17,7 km sydost om Nighoj. Trakten runt Nighoj består till största delen av jordbruksmark.